# 1313: Wicked Stepbrother
1313: Wicked Stepbrother è un film del 2011 diretto da David DeCoteau.
Il film ha avuto una distribuzione limitata nei cinema il 7 agosto 2011 ed è poi uscito in DVD il 3 gennaio 2012.

## Trama
Un misterioso serial killer festeggia il diciottesimo compleanno del giovane Jarrod Mycroft riempiendogli la casa con i cadaveri dei suoi più cari amici. Ben presto Jarrod inizia a temere che dietro ci sia lo zampino del suo fratellastro.